# Amsterdam (roman)
Pour les articles homonymes, voir Amsterdam (homonymie).
Amsterdam est un roman de Ian McEwan publié en 1998. Le roman remporte le prix Booker la même année. C'est l'histoire d'un pacte d'euthanasie entre deux amis, un compositeur et un éditeur de journal, dont la relation tourne au désastre.

## Résumé
Lors des funérailles de la photographe et écrivain Molly Lane, trois anciens amants de Molly se retrouvent. Il s'agit du rédacteur en chef Vernon Halliday et du compositeur Clive Linley, qui sont de vieux amis, ainsi que du secrétaire britannique aux Affaires étrangères Julian Garmony.
Clive et Vernon se remémorent la mort de Molly, victime d'une maladie cérébrale à évolution rapide non spécifiée, qui l'a laissée sans défense et entre les griffes de son mari, George Lane, qu'ils méprisent tous les deux. Aucun des deux hommes ne peut comprendre son attirance pour Julian Garmony, le ministre des Affaires étrangères de droite qui est sur le point de contester la direction de son parti.
Peu après la mort de Molly, Clive, qui est célibataire, commence à réfléchir à ce qui lui arriverait si sa santé commençait à décliner. Il s'adresse à Vernon et lui demande de pratiquer l'euthanasie sur lui si jamais il en arrivait là. Vernon accepte à contrecœur, à condition que Clive fasse de même pour lui.
Vernon, dont le journal est en perte de vitesse, reçoit un tuyau de George, une série de photos privées prises par Molly montrant Garmony en train de se travestir. Vernon décide d'utiliser ce scandale pour renverser Garmony, dont il désapprouve la politique. Il se heurte au refus de sa rédaction et des membres du conseil d'administration de son journal de publier ces photos manifestement privées. En quête de réconfort, il aborde la question avec Clive, qui désapprouve avec véhémence la décision de Vernon de publier les photos.
Après leur dispute, Clive, qui est chargé d'écrire une symphonie pour le prochain millénaire, part en retraite dans le Lake District qui l'a déjà inspiré par le passé. Au cours d'une randonnée, il tombe sur une ⁷femme agressée par un homme. Plutôt que d'intervenir, Clive quitte les lieux pour finir de composer la mélodie finale de sa symphonie. Il retourne ensuite à son hôtel et repart brusquement chez lui.
Le jour où le journal de Vernon doit publier les photos de Garmony, Vernon tend la main à Clive et tous deux ont une brève conversation au cours de laquelle ils oublient leurs différends et Clive raconte à Vernon ce qu'il voit dans la région des lacs. Au travail, lors d'une réunion de rédaction, Vernon se rend compte qu'un de ses journalistes suit l'histoire d'un violeur dans la région des lacs et comprend que c'est lui que Clive doit voir. Il appelle Clive et tente de le forcer à aller voir la police, mais Clive refuse car il travaille sur sa symphonie. Leur conversation est interrompue par la femme de Garmony qui tient une conférence de presse au cours de laquelle elle traite Vernon de puce et qualifie les photos d'affaire personnelle, tout en prétendant qu'elle savait que Molly les prend. L'opinion publique se retourne contre Vernon et son journal et il est contraint de démissionner.
Furieux de leur conversation, Clive envoie à Vernon une note lui disant qu'il devrait être licencié, que Vernon voit après son licenciement et qu'il considère comme une jubilation de Clive. Il appelle ensuite la police pour obliger Clive à donner des informations sur le violeur du Lake District, mais il est déçu de constater que Clive ne sera pas poursuivi au pénal. Inspiré par un article sur l'euthanasie qu'il lit dans son ancien journal, Vernon décide d'attirer Clive à Amsterdam et de l'assassiner sous prétexte qu'il est mentalement malade. Pendant ce temps, la composition de la symphonie de Clive est interrompue par la police qui l'appelle dans la région des lacs. La symphonie étant définitivement gâchée, Clive prend également la décision d'attirer Vernon à Amsterdam, où il répète sa symphonie, pour l'euthanasier sous prétexte qu'il est mentalement dépravé. Les deux meurtres sont exécutés et chaque homme a une dernière hallucination de Molly Lane.
Garmony et George Lane sont envoyés pour récupérer les corps, Garmony au nom du gouvernement pour Clive et George au nom de la veuve de Vernon, Mandy. Ils ont l'impression qu'il s'agit d'un double suicide, dû en partie au fait que la symphonie de Clive est un raté et qu'elle se terminait par un plagiat de l'"Ode à la joie". Garmony apprend qu'il s'agit en fait d'un double meurtre et en informe George, qui s'en réjouit. George réfléchit au fait que deux des anciens amants de Molly sont morts et que Garmony, bien qu'il ait résisté au scandale, ne pourra jamais s'élever au sein du parti. Il envisage d'inviter Mandy, la veuve de Vernon, à sortir.

## Réception
Le roman est bien accueilli par la critique. Dans le New York Times, la critique Michiko Kakutani qualifie Amsterdam de "tour de force sombre, une fable morale, déguisée en thriller psychologique". Dans The Guardian, Nicholas Lezard écrit : "Tranchez-le comme vous voulez, Ian McEwan est un sacré bon écrivain" et évoque "la nature compulsive de la prose de McEwan : vous ne voulez tout simplement pas vous arrêter de la lire". Dans The New York Times Book Review, le critique William H. Pritchard qualifie le livre de "machine bien huilée, et le plaisir de McEwan à décaler dans le temps, à présenter des événements hors de leur ordre temporel (en revenant en arrière dans l'esprit de Clive, par exemple, à une conversation qu'il a la veille) est partout évident". Vladimir Nabokov, à qui l'on demandait s'il arrivait que ses personnages n'échappent pas à son contrôle, répondait qu'ils sont des galériens, maintenus en permanence sous sa coupe. McEwan suit cette prescription à la lettre".
Cependant, des évaluations récentes (telles que celle de Sam Jordison dans The Guardian) critiquent l'intrigue du roman et son exécution perçue comme médiocre.

## Prix
Amsterdam reçoit le prix Booker 1998. Annonçant le prix, Douglas Hurd, l'ancien ministre britannique des Affaires étrangères qui préside le panel de cinq juges, qualifie le roman de McEwan "d'examen sardonique et sage de la morale et de la culture de notre temps".